# Tantilla tjiasmantoi
Tantilla tjiasmantoi — вид змій родини полозових (Colubridae). Ендемік Перу. Описаний у 2016 році.

## Поширення і екологія
Tantilla tjiasmantoi відомі з двох місцевостей, розташованих в регіоні Ла-Лібертад в Перуанських Андах, на висоті 1154 та 1726 м над рівнем моря. вони живуть в сухих тропічних лісах в долині Мараньйону.